# İsmail Akşoy
İsmail Akşoy (Antalya, 10 augustus 1989) is een Turks voormalig wielrenner die in 2016 zijn carrière afsloot bij Torku Şekerspor. In 2017 werd hij ploegleider bij diezelfde ploeg. In 2019 was hij ploegleider bij het Sloveense Adria Mobil.

## Overwinningen
2011
7e etappe Ronde van Marokko
4e etappe Ronde van Gallipoli
1e etappe Ronde van Alanya
2015
3e etappe Ronde van Çanakkale
3e etappe Ronde van Iran

## Ploegen
- 2015 –  Torku Şekerspor
- 2016 –  Torku Şekerspor

Akdilek · Akırşan · Akşoy · Atalay · Bakırcı · Hretsjyn · Kal · Keleş · Köse · Marczyński · Örken · Reis · Şamlı · Seeldraeyers
Akdilek · Akırşan · Akşoy · Atalay · Bakırcı · Keleş · Köse · Örken · Reis · Şamlı · Sayar